# Glen Alpine, New South Wales
Glen Alpine är en ort i Australien. Den ligger i kommunen Campbelltown Municipality och delstaten New South Wales, i den sydöstra delen av landet, omkring 47 kilometer sydväst om delstatshuvudstaden Sydney. Antalet invånare är 4 342.
Närmaste större samhälle är Ingleburn, omkring 12 kilometer nordost om Glen Alpine.